# Puszcza Niepołomice
Puszcza Niepołomice is een voetbalclub uit de stad Niepołomice in Polen. 

## Geschiedenis
De club werd opgericht in 1923 en speelde het grootste deel van zijn bestaan in de lagere amateurreeksen. In 2013 promoveerde de club voor het eerst naar de I liga (tweede klasse), maar kon daar het behoud niet verzekeren. In 2017 kon de club opnieuw promoveren en eindigde de volgende jaren steevast in de middenmoot.  